# 愛はかげろう
「愛はかげろう」（あいはかげろう）は、雅夢の楽曲で、デビューシングル。1980年9月25日にテイチクレコード / ユニオンレコードから発売された。

## 解説
1980年5月に開催された『第19回ヤマハポピュラーソングコンテスト』にて優秀曲賞を受賞した。ヤマハポピュラーソングコンテスト後に、11月の『世界歌謡祭』に出場する選択肢もあったが、三浦の判断で曲のイメージにあう秋に発売するために見送られた。
三浦和人はインタビューで同曲について聞かれた際、「失恋の痛みから抜け出すために書いた曲」「男言葉では力強い歌詞になってしまうために、あえて女言葉で女々しい表現にした」「神様に音楽家としてのチャンスをもらえた曲」「サビが出来たとき、ヒットする手応えがあった」と答えている。
なお、この曲のレーザーディスクのカラオケでは、曲とは全く関係ないレズビアンが戯れあうシーンが話題になった。
2002年に放映された韓国ドラマ『冬のソナタ』の主題歌である「最初から今まで」のサビが、同曲に似ていることが話題になった。

## 記録
1981年に入ってから、オリコンチャート週間3位まで上昇、61.9万枚を売上げ、1981年度の年間ランキングは13位。同チャートにおいて、雅夢のシングルとしては最大の売上を記録した。
TBS系列の『ザ・ベストテン』では、1980年11月27日放送時第10位に初登場。その後12月18日・1981年1月8日・1月15日・1月22日放送時に通算4週間、最高3位まで上昇。2月19日放送時の第10位迄、合計で連続12週ランクイン。なお同番組において、1981年の上半期年間ランキングは22位に入った。

## 収録曲
| 全作曲: 三浦和人、全編曲: 青木望。 |                  |                         |            |      |
| #                                  | タイトル         | 作詞                    | 作曲・編曲 | 時間 |
| 1.                                 | 「愛はかげろう」 | 三浦和人                | 三浦和人   | 4:08 |
| 2.                                 | 「残秋から…」    | 保杉弘 補作詞: 夏冬春秋 | 三浦和人   | 4:45 |
| 合計時間:                          | 合計時間:        | 合計時間:               | 8:53       |      |

## 三浦和人によるセルフカバー

### 収録曲
| 全作曲: 三浦和人、全編曲: 森田雅彦。 |                            |           |            |      |
| #                                    | タイトル                   | 作詞      | 作曲・編曲 | 時間 |
| 1.                                   | 「愛はかげろう」           | 三浦和人  | 三浦和人   | 4:21 |
| 2.                                   | 「ジュテーム」             | 夏冬春秋  | 三浦和人   | 4:27 |
| 3.                                   | 「愛はかげろう」(カラオケ) |           | 三浦和人   | 4:22 |
| 4.                                   | 「ジュテーム」(カラオケ)   |           | 三浦和人   | 4:23 |
| 合計時間:                            | 合計時間:                  | 合計時間: | 17:33      |      |

## 白羽玲子によるカバー

### 収録曲
| 全作詞・作曲: 三浦和人、全編曲: 清水信之。 |                                                                         |          |            |      |
| #                                          | タイトル                                                                | 作詞     | 作曲・編曲 | 時間 |
| 1.                                         | 「愛はかげろう」                                                        | 三浦和人 | 三浦和人   | 4:26 |
| 2.                                         | 「愛はかげろう (ピアノ・ストリングスバージョン)」                       | 三浦和人 | 三浦和人   | 3:53 |
| 3.                                         | 「愛はかげろう」(オリジナル・カラオケ)                                  | 三浦和人 | 三浦和人   | 4:26 |
| 4.                                         | 「愛はかげろう (ピアノ・ストリングスバージョン)」(オリジナル・カラオケ) | 三浦和人 | 三浦和人   | 3:53 |
| 合計時間:                                  | 合計時間:                                                               | 16:38    |            |      |

### タイアップ
| # | 曲名             | タイアップ                                                     | 出典  |
| - | ---------------- | -------------------------------------------------------------- | ----- |
| 1 | 「愛はかげろう」 | フジテレビ系『志村けんのだいじょうぶだぁII』エンディングテーマ | [ 7 ] |

## その他のカバー
| 曲名         | アーティスト | 収録作品              | 発売日         | 規格品番   | 備考           |
| ------------ | ------------ | --------------------- | -------------- | ---------- | -------------- |
| 愛はかげろう | 中森明菜     | 『歌姫3 〜終幕』      | 2003年12月3日  | UMCK-1174  |                |
| 愛はかげろう | 伊藤秀志     | 『御訛りII』          | 2006年3月8日   | CRCN-20333 | 秋田弁で歌唱。 |
| 愛はかげろう | 松原健之     | 『こころの歌 訪ね旅』 | 2012年7月25日  | TECE-3082  |                |
| 愛はかげろう | 増田恵子     | 『愛唱歌』            | 2014年12月10日 | WPCL-12017 |                |